# Kotobi
 Kotobi è una città e sottoprefettura della Costa d'Avorio appartenente al dipartimento di Arrah. Conta una popolazione di 25 674 abitanti (censimento 2014).